# Герман Цандер
Ге́рман Ца́ндер (нім. Hermann Zander; 28 липня 1910, Лейпциг — 30 листопада 1987) — німецький офіцер-підводник, капітан-лейтенант крігсмаріне.

## Біографія
У 1929 році вступив на флот. З листопада 1941 по травень 1943 року — торпедний офіцер на легкому крейсері «Нюрнберг». З 9 травня по 24 жовтня 1943 року пройшов курс підводника, 24—31 жовтня — курс позиціонування (радіовимірювання), 1—15 листопада — підготовку при 23-й флотилії, з 16 листопада по 22 грудня — курс командира підводного човна. 10 січня 1944 року направлений на будівництво підводного човна U-1205. З 2 березня 1944 року — командир U-1205. 3 травня 1945 року наказав затопити човен у межах операції «Регенбоген». 8 травня 1945 року взятий у полон британськими військами.

## Звання
- Рекрут (1929)
- Оберматрос (1 жовтня 1931)
- Матрос-єфрейтор (1 жовтня 1933)
- Боцманмат (1 листопада 1933)
- Оберфельдфебель (1 квітня 1939)
- Оберфенріх-цур-зее (1 липня 1941)
- Лейтенант-цур-зее (1 жовтня 1941)
- Оберлейтенант-цур-зее (1 жовтня 1942)
- Капітан-лейтенант (1 квітня 1945)

## Нагороди
- Німецька імперська відзнака за фізичну підготовку
- Медаль «За вислугу років у Вермахті» 4-го класу (4 роки)
- Залізний хрест 2-го класу (1942)